# اینکوالیتا
اینکوالیتا (به لاتین: Inkvalita) یک منطقهٔ مسکونی در روسیه است که در داغستان واقع شده‌است.